# Vänd mot källan
Vänd mot källan är en psalm vars text är skriven av Jonas Jonson år 1986 och reviderad av honom 1993. Musiken är skriven 1987 av Per Harling.

## Publicerad i
- Psalmer i 90-talet som nummer 813 under rubriken "Fader, Son och Ande"
- Psalmer i 2000-talet som nummer 919 under rubriken "Fader, Son och Ande"
- Psalmer och Sånger 1987 som nummer 843 under rubriken "Att leva av tro - Efterföljd - helgelse".[1]